# Nati nel 1924/Luglio
| Questa pagina contiene informazioni ricavate automaticamente dalle voci biografiche con l'ausilio del template Bio e di un bot. L'aggiornamento è periodico e automatico e ricostruisce completamente la pagina. Se manca una persona in questa lista, sei pregato di non aggiungerla, ma accertati piuttosto che la sua voce biografica contenga il template Bio e che i dati anagrafici siano correttamente compilati. Se il template Bio manca, inseriscilo tu stesso o, in alternativa, metti l'avviso {{tmp\|Bio}} che ne segnala la mancanza. Se i dati riportati sono sbagliati, correggi direttamente la voce biografica; le modifiche saranno visibili in questa lista entro pochi giorni. Per chiarimenti vedi il progetto biografie. La lista contiene solo le 181 persone che sono citate nell'enciclopedia e per le quali è stato implementato correttamente il template Bio. Pagina aggiornata al 2 ago 2025. |

- 1º luglio - Gianfranco Draghi, scrittore, artista e psicanalista italiano († 2014)
- 1º luglio - Gianni Grana, critico letterario, artista e dirigente pubblico italiano († 2001)
- 1º luglio - Isacco Levi, partigiano italiano († 2019)
- 1º luglio - Antoni Ramallets, calciatore e allenatore di calcio spagnolo († 2013)
- 1º luglio - Florence Stanley, attrice statunitense († 2003)
- 2 luglio - Sergio Bresciani, militare italiano († 1942)
- 2 luglio - Pietro Cesari, calciatore italiano († 2023)
- 2 luglio - Graziano Giusti, attore italiano († 2001)
- 2 luglio - Hannes Lintl, architetto austriaco († 2003)
- 2 luglio - Francis Wyndham, scrittore e giornalista britannico († 2017)
- 3 luglio - Jack Johnson, calciatore e allenatore di calcio danese († 2002)
- 3 luglio - Angelo La Barbera, mafioso italiano († 1975)
- 3 luglio - Siro Lombardini, economista e politico italiano († 2013)
- 3 luglio - Alessandro Menchinelli, politico e partigiano italiano († 2013)
- 3 luglio - Sellapan Ramanathan, politico singaporiano († 2016)
- 3 luglio - Günter Schneider, calciatore tedesco orientale († 2000)
- 4 luglio - Lidija Alekseeva, cestista e allenatrice di pallacanestro sovietica († 2014)
- 4 luglio - Chink Crossin, cestista statunitense († 1981)
- 4 luglio - Vito Cusumano, ingegnere e politico italiano († 1999)
- 4 luglio - Delia Fiallo, scrittrice, sceneggiatrice e autrice televisiva cubana († 2021)
- 4 luglio - Fernando Romeo Lucas García, generale e politico guatemalteco († 2006)
- 4 luglio - Henghel Gualdi, clarinettista, sassofonista e compositore italiano († 2005)
- 4 luglio - Erich Linder, austriaco († 1983)
- 4 luglio - Oldřich Lipský, regista e sceneggiatore ceco († 1986)
- 4 luglio - Maurice Owen, calciatore inglese († 2000)
- 4 luglio - Eva Marie Saint, attrice statunitense
- 4 luglio - Sveinbjörn Beinteinsson, religioso e scrittore islandese († 1993)
- 5 luglio - Edward Idris Cassidy, cardinale e arcivescovo cattolico australiano († 2021)
- 5 luglio - Osman Lins, scrittore brasiliano († 1978)
- 5 luglio - Cesarino Romano, pediatra italiano († 2008)
- 5 luglio - János Starker, violoncellista ungherese († 2013)
- 6 luglio - Louie Bellson, batterista statunitense († 2009)
- 6 luglio - Stanislao Farri, fotografo italiano († 2021)
- 6 luglio - Frank Giacoia, fumettista statunitense († 1988)
- 6 luglio - István Mike Mayer, calciatore e allenatore di calcio ungherese († 1994)
- 6 luglio - María Ponce, attivista argentina († 1977)
- 6 luglio - Frits Smol, pallanuotista olandese († 2006)
- 6 luglio - Brian Stanbridge, ufficiale inglese († 2003)
- 7 luglio - Natal'ja Petrovna Bechtereva, neuroscienziata e psicologa russa († 2008)
- 7 luglio - Bruno Fait, marciatore italiano († 2000)
- 7 luglio - Mary Ford, cantante statunitense († 1977)
- 7 luglio - Benedikt Sigurðsson Gröndal, politico islandese († 2010)
- 7 luglio - Miriam Polster, psicologa statunitense († 2001)
- 7 luglio - Eddie Romero, regista e sceneggiatore filippino († 2013)
- 7 luglio - Lennart Samuelsson, allenatore di calcio e calciatore svedese († 2012)
- 7 luglio - Johnny Simmons, cestista e giocatore di baseball statunitense († 2008)
- 8 luglio - Johnnie Johnson, pianista statunitense († 2005)
- 8 luglio - Georges Sesia, calciatore francese († 2016)
- 8 luglio - Francesco Spoto, presbitero italiano († 1964)
- 9 luglio - Giovanni Berlinguer, politico e medico italiano († 2015)
- 9 luglio - Pierre Cochereau, organista, insegnante e compositore francese († 1984)
- 9 luglio - Domenico Pace, schermidore italiano († 2022)
- 10 luglio - Giulio Alfieri, ingegnere italiano († 2002)
- 10 luglio - Johnny Bach, cestista e allenatore di pallacanestro statunitense († 2016)
- 10 luglio - Giorgio Bartolomasi, partigiano italiano († 1945)
- 10 luglio - Gianfranco Bellini, attore, doppiatore e direttore del doppiaggio italiano († 2006)
- 10 luglio - Bobo Brazil, wrestler statunitense († 1998)
- 10 luglio - Major Holley, contrabbassista statunitense († 1990)
- 10 luglio - Stig Kanger, filosofo e logico svedese († 1988)
- 10 luglio - Siegfried Meier, calciatore tedesco orientale († 1975)
- 10 luglio - Vladimir Sucharev, velocista sovietico († 1997)
- 10 luglio - Philip Ward, generale inglese († 2003)
- 11 luglio - Giuseppe Bonaviri, scrittore e poeta italiano († 2009)
- 11 luglio - Lucille Davidson, cestista e tennista statunitense († 2009)
- 11 luglio - Giuseppe Fina, regista italiano († 1998)
- 11 luglio - Cesare Lattes, fisico brasiliano († 2005)
- 11 luglio - Charlie Tully, calciatore e allenatore di calcio nordirlandese († 1971)
- 11 luglio - Alberto Uria, pilota automobilistico uruguaiano († 1988)
- 12 luglio - Heinz von Cramer, scrittore, regista e sceneggiatore tedesco († 2009)
- 12 luglio - Renzo Del Carria, storico italiano († 2010)
- 12 luglio - Vlastimil Havlíček, calciatore cecoslovacco († 1991)
- 12 luglio - Faidōn Matthaiou, canottiere, cestista e allenatore di pallacanestro greco († 2011)
- 12 luglio - Shirley Neil Pettis, politica statunitense († 2016)
- 13 luglio - Carlo Bergonzi, tenore italiano († 2014)
- 13 luglio - Michel Constantin, attore francese († 2003)
- 13 luglio - Jules Gales, calciatore lussemburghese († 1988)
- 13 luglio - Donald Edward Osterbrock, astronomo statunitense († 2007)
- 13 luglio - Piero Trapanelli, calciatore e allenatore di calcio italiano († 2023)
- 14 luglio - Val Avery, attore statunitense († 2009)
- 14 luglio - Piero Bellugi, musicista e direttore d'orchestra italiano († 2012)
- 14 luglio - Enzo Brunori, pittore italiano († 1993)
- 14 luglio - Roberto Cinquini, montatore italiano († 1965)
- 14 luglio - Paul Guiberteau, presbitero francese († 2010)
- 14 luglio - Justo Morán, cestista ecuadoriano († 2013)
- 14 luglio - Rino Negri, giornalista italiano († 2011)
- 14 luglio - Renzo Ranuzzi, cestista e allenatore di pallacanestro italiano († 2014)
- 14 luglio - Piet Salomons, pallanuotista olandese († 1948)
- 14 luglio - Ernesto Vichi, ingegnere italiano († 2008)
- 15 luglio - Peter Armitage, statistico britannico († 2024)
- 15 luglio - Marianne Bernadotte, filantropa e attrice svedese († 2025)
- 15 luglio - David Cox, statistico britannico († 2022)
- 15 luglio - Mílton Medeiros, calciatore brasiliano († 2008)
- 15 luglio - Peter Partner, storico e giornalista britannico († 2015)
- 15 luglio - Yaakov Weiss, attivista cecoslovacco († 1947)
- 16 luglio - Garland T. Byrd, politico statunitense († 1997)
- 16 luglio - Mario Castellacci, giornalista, scrittore e commediografo italiano († 2002)
- 16 luglio - Karmapa Rangjung Rigpe Dorje, monaco buddhista tibetano († 1981)
- 16 luglio - Luc Simon, pittore, litografo e vetraio francese († 2011)
- 16 luglio - Gustavo Tomsich, scrittore, poeta e giornalista italiano († 2015)
- 17 luglio - Gerrit Blaauw, informatico olandese († 2018)
- 17 luglio - Len Duquemin, calciatore inglese († 2003)
- 17 luglio - Marilyn Harris, attrice statunitense († 1999)
- 17 luglio - Ignacio Romo, cestista messicano († 2007)
- 18 luglio - Tullio Altamura, attore italiano
- 18 luglio - Angelo Mariani, calciatore italiano
- 18 luglio - Antonio Messeni Nemagna, medico e politico italiano († 1975)
- 18 luglio - Gianfranco Orsini, politico italiano († 2008)
- 18 luglio - Inge Sørensen, nuotatrice danese († 2011)
- 18 luglio - Dragoljub Vukotić, attivista jugoslavo († 1997)
- 19 luglio - Eugenio Corsini, filologo e critico letterario italiano († 2018)
- 19 luglio - Antoine Cuissard, allenatore di calcio e calciatore francese († 1997)
- 19 luglio - Giovanni Gazza, vescovo cattolico italiano († 1998)
- 19 luglio - Libero Grassi, imprenditore italiano († 1991)
- 19 luglio - Pat Hingle, attore statunitense († 2009)
- 19 luglio - Sandro Lunghi, politico e medico italiano († 2014)
- 19 luglio - Arthur Rankin Jr., regista e produttore cinematografico statunitense († 2014)
- 19 luglio - Nora Ricci, attrice italiana († 1976)
- 19 luglio - Amy Shuard, soprano inglese († 1975)
- 19 luglio - Sergio Sorrentino, velista italiano († 2017)
- 20 luglio - Thomas Berger, scrittore statunitense († 2014)
- 20 luglio - András Béres, allenatore di calcio ungherese († 1993)
- 20 luglio - Mort Garson, compositore, arrangiatore e cantautore canadese († 2008)
- 20 luglio - Vivean Gray, attrice britannica († 2016)
- 20 luglio - Tor Isedal, attore svedese († 1990)
- 20 luglio - Tat'jana Lioznova, regista sovietica († 2011)
- 20 luglio - Elias Sarkis, politico libanese († 1985)
- 20 luglio - Nat Scammacca, poeta, saggista e traduttore italiano († 2005)
- 20 luglio - Josip Uhač, arcivescovo cattolico croato († 1998)
- 21 luglio - Anny Felbermayer, cantante lirica austriaca († 2014)
- 21 luglio - Masud Khan, psicoanalista inglese († 1989)
- 21 luglio - Don Knotts, attore, comico e doppiatore statunitense († 2006)
- 21 luglio - Morando Morandini, critico cinematografico, storico del cinema e giornalista italiano († 2015)
- 21 luglio - Günther Ohloff, chimico tedesco († 2005)
- 21 luglio - Luigi Rapini, cestista italiano († 2013)
- 21 luglio - Alojz Rebula, scrittore e traduttore italiano († 2018)
- 22 luglio - Adam Galos, storico polacco († 2013)
- 22 luglio - Al Haig, pianista statunitense († 1982)
- 22 luglio - Georges Moreel, calciatore francese († 2003)
- 22 luglio - Margaret Whiting, cantante statunitense († 2011)
- 23 luglio - Gazanfer Bilge, lottatore turco († 2008)
- 23 luglio - Dante Di Maso, calciatore italiano († 2005)
- 23 luglio - Massimo Franciosa, sceneggiatore, regista e scrittore italiano († 1998)
- 23 luglio - Lorenzo Isgrò, politico italiano († 1999)
- 23 luglio - Sabine Weiss, fotografa svizzera († 2021)
- 24 luglio - Janine Charrat, ballerina e coreografa francese († 2017)
- 24 luglio - John Hansen, calciatore e allenatore di calcio danese († 1990)
- 24 luglio - Yosef Mirmovich, calciatore e allenatore di calcio israeliano († 2011)
- 24 luglio - Kees van der Tuijn, calciatore olandese († 1974)
- 25 luglio - Ike Borsavage, cestista e allenatore di pallacanestro statunitense († 2014)
- 25 luglio - Jake Carter, cestista e allenatore di pallacanestro statunitense († 2012)
- 25 luglio - Frank Church, avvocato e politico statunitense († 1984)
- 25 luglio - Edy Gratton, calciatore e allenatore di calcio italiano († 2008)
- 25 luglio - Padre Paisios del Monte Athos, monaco cristiano greco († 1994)
- 25 luglio - Giulio Polotti, operaio, sindacalista e politico italiano († 1999)
- 26 luglio - Daniele Revere, calciatore italiano
- 26 luglio - Luciano Satta, linguista, saggista e giornalista italiano († 1998)
- 26 luglio - Michael Stringer, scenografo, pittore e illustratore britannico († 2004)
- 27 luglio - Vincent Canby, critico cinematografico e critico teatrale statunitense († 2000)
- 27 luglio - Guido Di Fidio, scultore e incisore italiano († 2016)
- 27 luglio - Edmondo Ferrero, politico italiano († 2013)
- 27 luglio - Pier Luigi Romita, politico italiano († 2003)
- 27 luglio - Fritz Tornow, militare tedesco
- 28 luglio - Anne Braden, attivista statunitense († 2006)
- 28 luglio - Julija Burdina, cestista sovietica
- 28 luglio - Benedicto Godoy, calciatore boliviano
- 28 luglio - Ejvind Hansen, canoista danese († 1996)
- 28 luglio - Luigi Musso, pilota automobilistico italiano († 1958)
- 28 luglio - Ilvano Rasimelli, politico e partigiano italiano († 2015)
- 29 luglio - Lloyd Bochner, attore canadese († 2005)
- 29 luglio - Varo Bravetti, calciatore e allenatore di calcio italiano
- 29 luglio - Goti Herskovits Bauer, superstite dell'Olocausto e scrittrice italiana
- 29 luglio - Robert Horton, attore statunitense († 2016)
- 29 luglio - Elizabeth Short, statunitense († 1947)
- 30 luglio - Angelines Fernández, attrice spagnola († 1994)
- 30 luglio - William H. Gass, scrittore statunitense († 2017)
- 30 luglio - Attilio Giovannini, calciatore italiano († 2005)
- 30 luglio - Enrico Zucchinali, calciatore italiano
- 31 luglio - Fabio Della Seta, scrittore, giornalista e poeta italiano († 2014)
- 31 luglio - Ip Chun, artista marziale cinese
- 31 luglio - Ralph Koltai, scenografo tedesco († 2018)
- 31 luglio - Nive Veroni, politica e giornalista italiana († 2011)